# Eugen Kumičić
Eugen Kumičić (Brseč, 1850. január 11. – Zágráb, 1904. május 13.) horvát regényíró és politikus, írói álnevén Jenio Sisolski.

## Életútja
Fiuméban végezte a gimnáziumot, majd Prágában orvosi tanulmányokat folytatott. Ezután Bécsbe költözött, ahol történelmet, földrajzot és filozófiát tanult. Ezután középiskolai tanárként kapott állást Splitben, Zárában, majd Zágrábban (1879–1883), ahol mint író és országgyűlési képviselő élt. Ügyvédként 1884-től többször is beválasztották a horvát parlamentbe, itt kiváló szónoklataival fellépett a magyar nacionalisták ellen, Ante Starčević pártját támogatta, akivel Ausztriától és Magyarországtól független Horvátországot követeltek. Számos regényt, elbeszélést és drámát és írt. Néhány kisebb elbeszélése német és cseh nyelvre lett lefordítva.

## Művei

### Regények és elbeszélések
- Olga i Lina (1881)
- Jelkin bosiljak (1881)
- Neobični ljudi (1882)
- Začudjeni svatovi (1883)
- Gospodja Sabina (Szabina úrhölgy, 1884)
- Sirota (Az árva, 1885)
- Pod puškom (1886)
- Preko mora (1889)
- Teodora (1889)
- Urota Zrinjsko-Frankopanska (A Zrínyi-Frangepán összeesküvés, nagy történeti regény, 3 kötet, 1893)
- Kraljica Lepa (1902)

### Drámák
- Sestre (ősbemutató: 1890)
- Obiteljska tajna (1891)
- Petar Zrinski (ősbemutató: 1900)

## Fordítás
- Ez a szócikk részben vagy egészben  az   Eugen Kumičić című horvát Wikipédia-szócikk fordításán alapul.  Az eredeti cikk szerkesztőit annak laptörténete sorolja fel. Ez a jelzés csupán a megfogalmazás eredetét és a szerzői jogokat jelzi, nem szolgál a cikkben szereplő információk forrásmegjelöléseként.